# Ayuntamiento de Granadilla de Abona
El Ayuntamiento de Granadilla de Abona es el órgano encargado del gobierno y administración del municipio de Granadilla de Abona, situado en la isla de Tenerife, Canarias, España. Está presidido por el alcalde. En 2023 ocupa dicho cargo Jennifer Miranda Barrera, del PSOE.

## Alcaldes
| Periodo   | Nombre                                                                       | Partido                                                          |
| --------- | ---------------------------------------------------------------------------- | ---------------------------------------------------------------- |
| 1979-1983 | Froilán Hernández González                                                   | Grupo Independiente de Renovación de Granadilla de Abona (GIRGA) |
| 1983-1987 | Froilán Hernández González                                                   | Agrupación Tinerfeña de Independientes (ATI)                     |
| 1987-1991 | Froilán Hernández González                                                   | Agrupación Tinerfeña de Independientes (ATI)                     |
| 1991-1995 | Francisco Jaime González Cejas                                               | Partido Socialista Obrero Español (PSOE)                         |
| 1995-1999 | Francisco Jaime González Cejas                                               | Partido Socialista Obrero Español (PSOE)                         |
| 1999-2003 | Francisco Jaime González Cejas                                               | Partido Socialista Obrero Español (PSOE)                         |
| 2003-2007 | Francisco Jaime González Cejas                                               | Partido Socialista Obrero Español (PSOE)                         |
| 2007-2011 | Carmen Nieves Gaspar Rivero                                                  | Coalición Canaria (CC)                                           |
| 2011-2015 | Francisco Jaime González Cejas                                               | Partido Socialista Obrero Español (PSOE)                         |
| 2015-2019 | Francisco Jaime González Cejas (2015-2016) José Domingo Regalado (2016-2019) | Partido Socialista Obrero Español (PSOE) Coalición Canaria (CC)  |
| 2019-2023 | José Domingo Regalado                                                        | Coalición Canaria (CC)                                           |
| 2023-act. | Jennifer Miranda Barrera (2023–2025) José Domingo Regalado (2025–act.)       | Partido Socialista Obrero Español (PSOE) Coalición Canaria (CC)  |

## Historia
Tras las elecciones de 2007 se forma un gobierno de pacto entre CC, PP y ASSPT.
Después de las elecciones de mayo de 2011, se forma un pacto entre PSOE y PP.
El 27 de septiembre de 2016 prosperó, con el apoyo de PP y Ciudadanos, una moción de censura de CC contra el alcalde Francisco Jaime González Cejas (PSOE), siendo sustituido por José Domingo Regalado (CC).
El 17 de junio de 2023, Jennifer Miranda (PSOE) se convirtió en la nueva alcaldesa del municipio gracias a un pacto con el PP, que sumó sus dos concejales a los once del PSOE para alcanzar la mayoría absoluta.

## Pleno
| Partido político | Partido político                                                    | 1979   | 1983   | 1987   | 1991   | 1995   | 1999   | 2003   | 2007   | 2011   | 2015   | 2019   | 2023   |
| Partido político | Partido político                                                    | Ediles | Ediles | Ediles | Ediles | Ediles | Ediles | Ediles | Ediles | Ediles | Ediles | Ediles | Ediles |
|                  | Agrupación de Vecinos Granadilla de Abona (AV-GdA)                  | —      | —      | —      | —      | —      | —      | —      | —      | —      | —      | 0      | 0      |
|                  | Agrupación Tinerfeña de Independientes (ATI)                        | —      | 12     | 10     | 7      | 5      | —      | —      | —      | —      | —      | —      | —      |
|                  | Alianza Popular (AP)-Partido Popular (PP)                           | 0      | —      | 1      | 1      | 1      | 2      | 2      | 3      | 4      | 3      | 3      | 2      |
|                  | Alternativa Sí Se Puede por Tenerife (ASSPPT)                       | —      | —      | —      | —      | —      | —      | —      | 1      | 1      | —      | —      | —      |
|                  | Alternativa Popular Canaria (APCA)                                  | —      | —      | —      | —      | —      | —      | 0      | —      | —      | —      | —      | —      |
|                  | Asamblea Canaria-Izquierda Nacionalista Canaria (AC-INC)            | —      | —      | 0      | —      | —      | —      | —      | —      | —      | —      | —      | —      |
|                  | Iniciativa Canaria Nacionalista (ICAN)                              | —      | —      | —      | —      | —      | —      | —      | —      | 0      | —      | —      | —      |
|                  | Ciudadanos (CS)                                                     | —      | —      | —      | —      | —      | —      | —      | —      | —      | 1      | 1      | —      |
|                  | Coalición Canaria (CC)1                                             | —      | —      | —      | —      | —      | 4      | 7      | 7      | 6      | 7      | 8      | 10     |
|                  | Centro Canario Nacionalista (CCN)                                   | —      | —      | —      | —      | —      | —      | —      | 0      | —      | —      | —      | —      |
|                  | Democracia Nacional (DN)                                            | —      | —      | —      | —      | —      | —      | —      | 0      | 0      | —      | —      | —      |
|                  | Frente Popular de las Islas Canarias (FREPIC)                       | —      | —      | —      | —      | 0      | —      | —      | —      | —      | —      | —      | —      |
|                  | Grupo Independiente de Renovación de Granadilla de Abona (GIRGA)    | 5      | —      | —      | —      | —      | —      | —      | —      | —      | —      | —      | —      |
|                  | Iniciativa Canaria (ICAN)                                           | —      | —      | —      | 1      | 1      | —      | —      | —      | —      | —      | —      | —      |
|                  | Izquierda Unida-Los Verdes (IU-LV)                                  | —      | —      | —      | —      | 0      | 0      | —      | —      | —      | 1      | —      | —      |
|                  | Juntos por Granadilla (JG)                                          | —      | —      | —      | —      | —      | —      | —      | —      | —      | 0      | —      | —      |
|                  | Partido Socialista Obrero Español (PSOE)                            | 2      | 4      | 5      | 8      | 10     | 11     | 12     | 10     | 10     | 9      | 8      | 11     |
|                  | Partido Drago Canarias (DRG)                                        | —      | —      | —      | —      | —      | —      | —      | —      | —      | —      | —      | 0      |
|                  | Podemos-Se Puede Granadilla (SPG)                                   | —      | —      | —      | —      | —      | —      | —      | —      | —      | —      | 1      | 0      |
|                  | Unión del Pueblo Canario (UPC)                                      | —      | 0      | —      | —      | —      | —      | —      | —      | —      | —      | —      | —      |
|                  | Unión de Centro Democrático (UCD)-Centro Democrático y Social (CDS) | —      | 1      | 1      | 0      | —      | —      | —      | —      | —      | —      | —      | —      |
|                  | Unión Progreso y Democracia (UPyD)                                  | —      | —      | —      | —      | —      | —      | —      | —      | —      | 0      | —      | —      |
|                  | Vox                                                                 | —      | —      | —      | —      | —      | —      | —      | —      | —      | —      | —      | 2      |

## Resultados electorales
| Partido político                              | 2023        | 2023        | 2023        | 2019  | 2019  | 2019       | 2015  | 2015  | 2015       | 2011  | 2011  | 2011       | 2007  | 2007  | 2007       |
| Partido político                              | Votos       | %           | Concejales  | Votos | %     | Concejales | Votos | %     | Concejales | Votos | %     | Concejales | Votos | %     | Concejales |
| Partido Socialista Obrero Español (PSOE)      | 6348        | 37,93       | 11          | 5435  | 35,64 | 8          | 5661  | 38,84 | 9          | 5987  | 40,01 | 10         | 5507  | 43,55 | 10         |
| Coalición Canaria (CC)                        | 5891        | 35,19       | 10          | 4844  | 31,76 | 8          | 4136  | 28,37 | 7          | 4092  | 27,35 | 6          | 3873  | 30,63 | 7          |
| Partido Popular (PP)                          | 1535        | 9,17        | 2           | 2028  | 13,29 | 3          | 2066  | 14,17 | 3          | 2928  | 19,57 | 4          | 1935  | 15,30 | 3          |
| Vox                                           | 1190        | 7,11        | 2           | —     | —     | —          | —     | —     | —          | —     | —     | —          | —     | —     | —          |
| Podemos-Sí Se Puede                           | 416         | 2,48        | 0           | 1131  | 7,41  | 1          | —     | —     | —          | —     | —     | —          | —     | —     | —          |
| Izquierda Unida (IU)                          | Con Podemos | Con Podemos | Con Podemos | 219   | 1,43  | 0          | 765   | 5,25  | 1          | 283   | 1,89  | 0          | —     | —     | —          |
| Ciudadanos (CS)                               | —           | —           | —           | 772   | 5,06  | 1          | 976   | 6,70  | 1          | —     | —     | —          | —     | —     | —          |
| Alternativa Sí Se Puede por Tenerife (ASSPPT) | —           | —           | —           | —     | —     | —          | —     | —     | —          | 758   | 5,07  | 1          | 848   | 6,71  | 1          |

## Evolución de la deuda viva municipal
El concepto de deuda viva contempla sólo las deudas con cajas y bancos relativas a créditos financieros, valores de renta fija y préstamos o créditos transferidos a terceros, excluyéndose, por tanto, la deuda comercial.
| Gráfica de evolución de la deuda viva del Ayuntamiento entre 2008 y 2023                                      |
| |
| Deuda viva del Ayuntamiento de Granadilla de Abona, en miles de euros, según datos del Ministerio de Hacienda |